# Чаруга (филм)
Чаруга је југословенски филм из 1991. године. Режирао га је Рајко Грлић, који је и писао сценарио, према књизи Ивана Кушана.

## Радња
Овај филм говори о утопији званој комунизам, сновима о томе да сви имају онолико колико им треба. Мирис новца прогутао је Чаругину утопију...
Године 1918, након повратка с руског фронта у Славонију, Чаруга постаје вођа побуњених сељака који желе велепоседничку земљу да поделе између себе. Након убиства велепоседника, Чаруга завршава у затвору из кога ускоро бежи у шуму и придружује се одметницима, који се боре за социјалну правду. Чаруга убија дотадашњега вођу - Црвеног Божа - и постаје вођа одметника. Прати га глас да је заштитник сиротиње, но убрзо борбу за праведну ствар замењују све чешће сурове пљачке и безобзирна убиства жандара и цивила. Похлепа за новцем и моћи, брзо је растерала све снове, а Чаруга се од револуционара и романтичног хајдука преобразио у суровог разбојника и убицу.

## Улоге
| Глумац              | Улога                     |
| ------------------- | ------------------------- |
| Иво Грегуревић      | Јово Станисављевић Чаруга |
| Давор Јањић         | Мали                      |
| Петар Божовић       | Жандар Гиле               |
| Ена Беговић         | Свилена                   |
| Дејан Аћимовић      | Матота                    |
| Бранислав Лечић     | Црвени Божо               |
| Филип Шоваговић     | Крмпотић                  |
| Ђуро Утјешановић    | Лугар Гашо                |
| Петре Арсовски      | Ћурковић                  |
| Ненад Стојановски   | Лајтанат                  |
| Гојмир Лешњак       | Угљенац                   |
| Вида Јерман         | Ката                      |
| Нада Гаћешић        | Служавка                  |
| Стјепан Бахерт      | Ђука                      |
| Жељко Конигскнехт   | Бубњар                    |
| Јадранка Матковић   | Изабела                   |
| Јосип Мароти        | Кочијаш                   |
| Звонимир Торјанац   | Веселиновић               |
| Урса Раукар         | Пирсловица                |
| Хелена Буљан        | Удовица                   |
| Ива Рогуља          | Трговац                   |
| Жељко Сенечић       | Сликар                    |
| Иво Кадић           | Крвник                    |
| Данко Љуштина       | Јатак Урош                |
| Миха Балох          | Судија                    |
| Вили Матула         | Жандар Сура               |
| Бранка Трлин-Матула | Манда                     |
| Љубомир Дренски     | Благајник                 |
| Мухамед Косцан      | Кувар                     |
| Данко Нусхол        | Жандар Миха               |
| Љиљана Штокало      | Фрајла                    |
| Младен Будишчак     |                           |

## Гости филма
- Фабијан Шоваговић - Брица
- Семка Соколовић Берток - Баба Нанча
- Радко Полич - Газда Мартин
- Славко Јурaга - Матејко
- Хелена Буљан - Удовица
- Вања Драх - Шлосингер
- Ана Карић - Пиленце
- Миха Балох - Судија
- Звонимир Зоричић - Поп
- Бранко Менићанин - Продановић
- Паоло Магиели - Конобар
- Душан Јовановић - Пирсл
- Иван Томљеновић - Крчмар Лука
- Младен Будишчак - Жупан
- Иван Кушан - Шофер
- Младен Раукар - Новинар
- Јосип Клима - Дете
- Душко Љуштина - Ухапшеник

## Награде
- Пула 92'[3][5]

1. Златна арена за сценографију
2. Златна арена за костимографију

## Занимљивост
- Филм је инспирисан животом одметника Јовом Станисављевићем Чаругом.[6]